# 王譓 (德興君)
德興君王譓（韓語：덕흥군 왕혜，1314年—1367年），是高麗的一個宗室，高丽忠宣王的庶子。蒙古名塔思帖木兒。
1364年，由於元朝與高麗的邊境衝突，元順帝宣佈廢黜恭愍王的高麗王位，冊封德興君王譓為新的高麗王。同時徵調遼陽行省的兵力渡過鴨綠江，送其去高麗即位。王譓為先鋒官，但在平安道的義州被崔瑩、李成桂擊敗，逃回元朝。此後，高麗加強了對元朝的邊境防備。元順帝大怒，廢黜其爵位，流放到貴陽。晚年流放到山東省的濟南，並在那裡逝世。